# Claire Watson
Claire Watson, właśc. Claire McLamore (ur. 3 lutego 1927 w Nowym Jorku, zm. 16 lipca 1986 w Utting am Ammersee) – amerykańska śpiewaczka operowa, sopran.

## Życiorys
Śpiewu uczyła się w Nowym Jorku u Elisabeth Schumann i Sergiusa Kagena, studia kontynuowała w Wiedniu i Amsterdamie. Zadebiutowała jako śpiewaczka w 1951 roku w operze w Grazu w roli Desdemony w Otellu. W latach 1956–1958 związana była z operą we Frankfurcie nad Menem, następnie od 1958 do 1976 roku śpiewała w Bayerische Staatsoper w Monachium. Występowała gościnnie w Covent Garden Theatre w Londynie, La Scali w Mediolanie, Teatro Colón w Buenos Aires, a także na festiwalu operowym w Glyndebourne i na festiwalu w Salzburgu. W 1959 roku zaśpiewała partię Ellen w pierwszym nagraniu opery Benjamina Brittena Peter Grimes pod batutą kompozytora.
Do jej popisowych ról należały Donna Elwira w Don Giovannim, Hrabina w Weselu Figara, Ewa w Śpiewakach norymberskich, Agata w Wolnym strzelcu, Ariadna w Ariadnie na Naksos, Zyglinda w Walkirii, Elżbieta de Valois w Don Carlosie.